# Wicklow Head
Wicklow Head est le promontoire au bout de la péninsule  au sud-est de la ville de Wicklow dans le comté de Wicklow, à environ 4 km du centre de la ville. 
Géographiquement, il est le point le plus oriental de la partie continentale de la république d'Irlande. Il domine le canal Saint-Georges qui représente le passage entre la mer d'Irlande et la mer celtique.
Sur le promontoire se trouvent des anciens phares en granit et le phare actuel dit phare de Wicklow Head

Wicklow Head
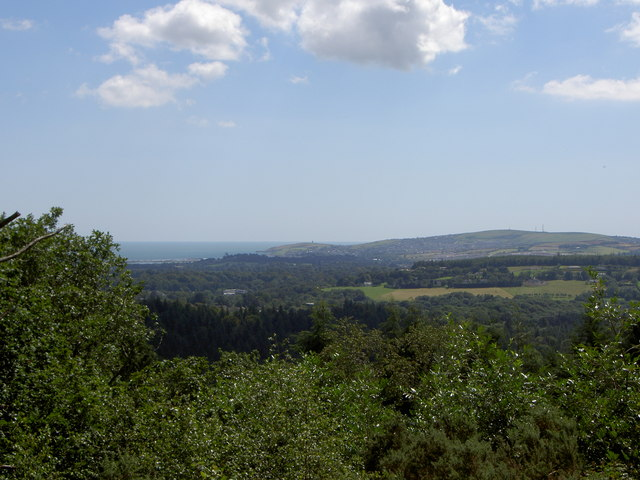
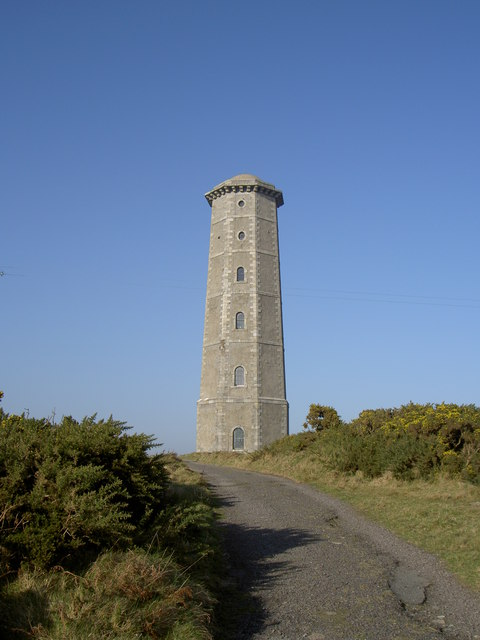
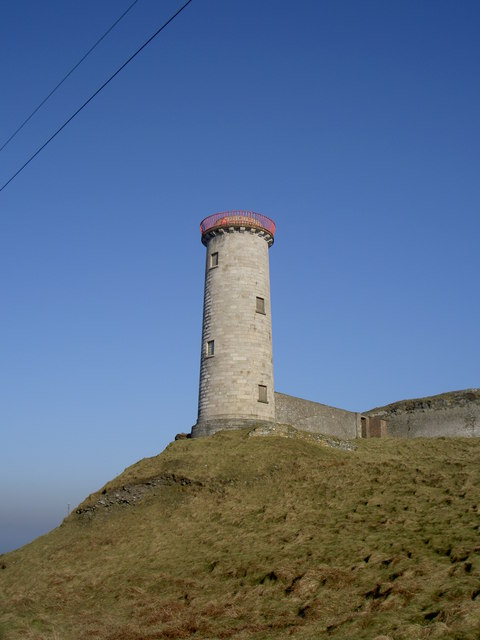
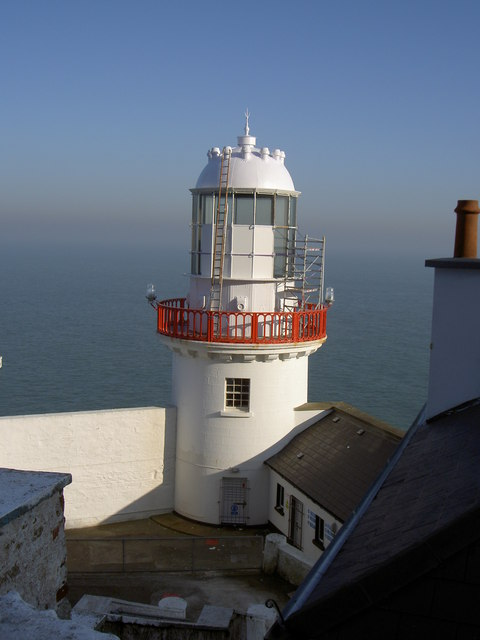
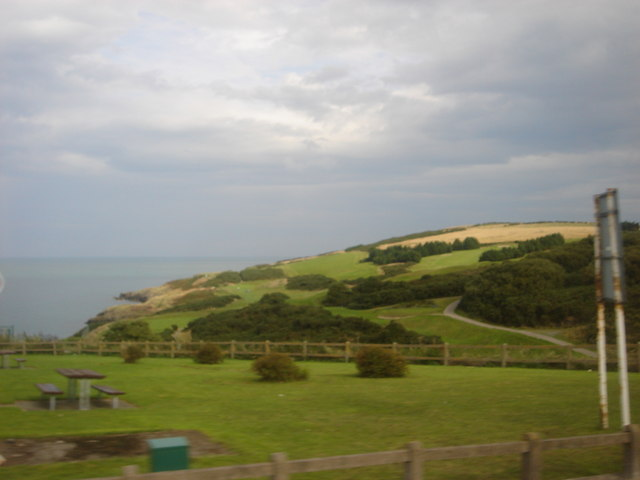